# Rajd Scottish 1979
Rajd Scottish 1979 (34. Lombard Esso Scottish Rally) – 34. edycja rajdu samochodowego Rajdu Scottish rozgrywanego w Wielkiej Brytanii. Rozgrywany był od 9 do 12 czerwca 1979 roku. Była to dwudziesta trzecia runda Rajdowych Mistrzostw Europy w roku 1979 (rajd miał najwyższy współczynnik - 4) oraz czwarta runda Rajdowych Mistrzostw Wielkiej Brytanii.

## Klasyfikacja rajdu
| Miejsce                                                    | Kierowca                                                   | Pilot                                                      | Samochód                                                   | Czas                                                       | Strata                                                     |                                                            |
| Klasyfikacja generalna, ERC i mistrzostw Wielkiej Brytanii | Klasyfikacja generalna, ERC i mistrzostw Wielkiej Brytanii | Klasyfikacja generalna, ERC i mistrzostw Wielkiej Brytanii | Klasyfikacja generalna, ERC i mistrzostw Wielkiej Brytanii | Klasyfikacja generalna, ERC i mistrzostw Wielkiej Brytanii | Klasyfikacja generalna, ERC i mistrzostw Wielkiej Brytanii | Klasyfikacja generalna, ERC i mistrzostw Wielkiej Brytanii |
| ---------------------------------------------------------- | ---------------------------------------------------------- | ---------------------------------------------------------- | ---------------------------------------------------------- | ---------------------------------------------------------- | ---------------------------------------------------------- | ---------------------------------------------------------- |
| 1.                                                         | Pentti Airikkala                                           | Risto Virtanen                                             | Vauxhall Chevette 2300 HS                                  | 4:44:30                                                    | 0.0                                                        |                                                            |
| 2.                                                         | Malcolm Wilson                                             | Terry Harryman                                             | Ford Escort RS 1800 MKII                                   | 4:50:02                                                    | +5:32                                                      |                                                            |
| 3.                                                         | Per Eklund                                                 | Hans Sylvan                                                | Triumph TR7 V8                                             | 4:52:12                                                    | +7:42                                                      |                                                            |
| 4.                                                         | Jochi Kleint                                               | Gunter Wanger                                              | Opel Kadett GT/E                                           | 4:58:28                                                    | +13:58                                                     |                                                            |
| 5.                                                         | Andrew Cowan                                               | Johnstone Syer                                             | Ford Escort RS 1800 MKII                                   | 5:02:43                                                    | +18:13                                                     |                                                            |
| 6.                                                         | Hannu Mikkola                                              | Arne Hertz                                                 | Ford Escort RS 1800 MKII                                   | 5:04:16                                                    | +19:46                                                     |                                                            |
| 7.                                                         | Stig Blomqvist                                             | Björn Cederberg                                            | Saab 99 Turbo                                              | 5:04:20                                                    | +19:50                                                     |                                                            |
| 8.                                                         | Eric Sanders                                               | Reg Ridden                                                 | Ford Escort RS 1800 MKII                                   | 5:04:42                                                    | +20:12                                                     |                                                            |
| 9.                                                         | Tim Brise                                                  | Brian Rainbow                                              | Opel Kadett GT/E                                           | 5:09:43                                                    | +25:13                                                     |                                                            |
| 10.                                                        | Russell Brookes                                            | Paul White                                                 | Ford Escort RS 1800 MKII                                   | 5:11:15                                                    | +26:45                                                     |                                                            |